# 일화 (이야기)
일화(逸話)는 세상이나 세상 사람들에게 잘 알려지지 않은 흥미로운 이야기, 세인의 눈에서 벗어난 이야기이다. 특정 인물이나 사물에 얽힌 흥미로운 이야기가 많다. 동의어로 영어 에피소드(episode)가 있다.

## 심리학
한편 심리학에서는 에피소드를 삽화(揷話)적이고 이것의 반복적 지속가능성에서 심적 영향을 다루기위해 이러한 용어를 주로 사용하기도 한다.

## 같이 보기
- 플롯